# Abrawayaomys ruschii
Abrawayaomys ruschii és una espècie de mamífer rosegador de la família dels cricètids. Viu a l'Argentina i el Brasil. Els seus hàbitats naturals són els boscos de plana i els boscos de bambú. Està amenaçat per la desforestació.
L'espècie fou anomenada en honor del naturalista brasiler Augusto Ruschi.